# Archipiélago Mornington
Archipiélago Mornington är öar i Chile.   De ligger i regionen Región de Magallanes y de la Antártica Chilena, i den södra delen av landet, 1 900 km söder om huvudstaden Santiago de Chile.
I omgivningarna runt Archipiélago Mornington växer i huvudsak blandskog. Trakten runt Archipiélago Mornington är nära nog obefolkad, med mindre än två invånare per kvadratkilometer.